# همکار انجمن سلطنتی هنر
همکار انجمن سلطنتی هنر با نام کامل همکار انجمن سلطنتی برای تشویق هنرها، صنایع و بازرگانی (اختصاری FRSA)؛ (به انگلیسی: Fellow of the Royal Society of Arts) یک عنوان افتخاری است که بر مبنای قضاوت داوران انجمن سلطنتی (آراس‌ای) به افرادی اعطاء می‌شود که دستاوردهای برجسته‌ای در پیشرفت و توسعهٔ اجتماعی داشته باشند. به زبان رسمی منشور انجمن؛ این پاداش، مشارکت افراد استثنایی از سراسر جهان، که کمک‌های قابل توجهی در رابطه با هنر، تولید و تجارت کرده‌اند را، به رسمیت می‌شناسد. این عنوان فقط به کسانی تعلق می‌گیرد که می‌توانند نشان دهند که آن‌ها در تحولات اجتماعی سهم بسزایی داشته‌اند و از هدف‌های RSA حمایت می‌کنند. همکاران RSA حق استفاده از حروف (FRSA) را در پی نام خود دارند. همکاران انجمن سلطنتی هنرها می‌توانند از کتابخانه و محل‌های RSA در مرکز لندن استفاده کنند.